# どっち〜ず
どっちーずは湘南まるごと どっちすき!?(ジェイコム湘南)の番組で組まれたコンビで、通常は個々のリポーターである。

## メンバー
- 宮本ムサシ（みやもと むさし、1966年1月30日 - ）
- たかとりじゅん（1959年1月11日 - ）